# Samuel Landau
Samuel Landau (*  9. August 1882 in Włocławek; † Sommer 1942 im Warschauer Ghetto) war ein jüdisch-polnischer Schauspieler. Er spielte zahlreiche Rollen in polnischen, jiddischen und deutschsprachigen Theatern und im Film.

## Leben
Landau wurde als Sohn eines Kaufmanns geboren. Er besuchte ein Progymnasium und begann danach in polnischer Sprache Theater zu spielen. Unter dem Pseudonym Stalski spielte er in Łódź in Operetten. Er spielte auch in dem deutschen Theater in Łódź.
Von 1905 an spielte Landau in dem Warschauer Teatr Ludowy und in der polnischen Oper, in der er zahlreiche Hauptrollen hatte. Mit seinem Wechsel in das Teatr Nowy begann er in jiddischen Schauspielgruppen zu spielen, so auch im Varshever Yidisher Kunst Teater.

## Filmografie
- 1913: The Slaughter
- 1913: Hertsele meyukhes
- 1913: Gots shtrof
- 1913: Dem khazens tokhter
- 1914: Di shikhte
- 1914: Di shtifmuter
- 1916: Zayn vaybs man
- 1929: In die poylishe velder
- 1936: Yidl mitn Fidl
- 1937: Tkies khaf
- 1937: Der Purimspieler
- 1937: Der Dybbuk
- 1938: A briwele der mamen